# .pe
.pe es el dominio de nivel superior geográfico (ccTLD) para Perú y es administrado por la Red Científica Peruana (RCP).

## Dominios de tercer nivel
- edu.pe: Instituciones u organismos relacionados con la educación (Restringido).
- gob.pe: Organismos gubernamentales (Restringido). Uno de los primeros dominios usados fue perugobierno.gob.pe,[1] posteriormente simplificado a gob.pe.
- org.pe: Organizaciones no lucrativas.
- com.pe: Para fines comerciales.
- net.pe: Empresas que prestan servicios de Internet.
- mil.pe: Fuerzas Armadas del Perú (Restringido).
- nom.pe: Para personas individuales.
- sld.pe: Instituciones u organismos relacionados con la salud (Restringido).
- .pe: Desde el 8 de diciembre de 2007 se aceptan registros directamente al segundo nivel. Durante el período de transición, los usuarios de dominios de tercer nivel, pudieron reclamar su equivalente con .pe.

En marzo de 2007, Red Científica Peruana anunció las siguientes mejoras en el registro de dominios .pe:
- Habilitación del registro de dominios en línea.
- Implementación de sistema de pago en línea.
- Registro de dominios de segundo nivel.
- Se establecerá un mecanismo de comercializadores, para mejorar la difusión, uso y registro de dominios .PE
- Se implementará mecanismos para caracteres IDN.
- Se eliminarán restricciones, cómo por ejemplo el caso de toponímicos o apellidos

Las mejoras anunciadas fueron efectuadas el 8 de diciembre de 2007, con pagos en línea a través de VISA, manejo de los dominios a través de página web de punto.pe Archivado el 22 de noviembre de 2018 en Wayback Machine. y no a través de correo como solía hacerse hasta el 7 de diciembre del citado año.
Hasta 2023 más de 142,000 dominios activos fueron registrados en el sitio web punto.pe.